# Herbert Hermann
Herbert Hermann (Zürich, 14 april 1956) is een Zwitsers voormalig voetballer die speelde als middenvelder.

## Carrière
Hermann speelde eerst bij FC Seefeld Zürich om dan een seizoen later over te stappen naar stadsgenoot Grasshopper daar speelde hij tot in 1984. Hij won met Grasshopper drie landstitels in 1982, 1983 en in 1984, de beker won hij maar één keer in 1984.
Hij speelde twaalf interlands voor Zwitserland, waarin hij één keer kon scoren.

## Erelijst
- Grasshopper
  - Landskampioen: 1982, 1983, 1984
  - Zwitserse voetbalbeker: 1984